# Форт-Гейнс (Джорджія)
Форт-Гейнс (англ. Fort Gaines) — місто (англ. city) в США, в окрузі Клей штату Джорджія. Населення — 995 осіб (2020).

## Географія
Форт-Гейнс розташований за координатами 31°37′29″ пн. ш. 85°3′17″ зх. д. / 31.62472° пн. ш. 85.05472° зх. д. (31.624762, -85.054801).  За даними Бюро перепису населення США в 2010 році місто мало площу 19,94 км², з яких 12,37 км² — суходіл та 7,58 км² — водойми.

## Демографія
Згідно з переписом 2010 року, у місті мешкало 1107 осіб у 433 домогосподарствах у складі 272 родин. Густота населення становила 56 осіб/км².  Було 577 помешкань (29/км²).
Расовий склад населення:
| - 74,5 % — чорних або афроамериканців - 24,2 % — білих - 0,1 % — азіатів |

До двох чи більше рас належало 1,2 %. Частка іспаномовних становила 0,3 % від усіх жителів.
За віковим діапазоном населення розподілялося таким чином: 27,8 % — особи молодші 18 років, 54,2 % — особи у віці 18—64 років, 18,0 % — особи у віці 65 років та старші. Медіана віку мешканця становила 37,7 року. На 100 осіб жіночої статі у місті припадало 76,8 чоловіків;  на 100 жінок у віці від 18 років та старших — 74,1 чоловіків також старших 18 років.
Середній дохід на одне домашнє господарство  становив 28 309 доларів США (медіана — 19 524), а середній дохід на одну сім'ю — 33 776 доларів (медіана — 26 250). За межею бідності перебувало 54,5 % осіб, у тому числі 70,1 % дітей у віці до 18 років та 34,0 % осіб у віці 65 років та старших.
Цивільне працевлаштоване населення становило 220 осіб. Основні галузі зайнятості: освіта, охорона здоров'я та соціальна допомога — 23,6 %, виробництво — 22,7 %, мистецтво, розваги та відпочинок — 17,3 %.